# Takaomyia johannis
Takaomyia johannis är en tvåvingeart som beskrevs av Herve-bazin 1914. Takaomyia johannis ingår i släktet Takaomyia och familjen blomflugor. Inga underarter finns listade i Catalogue of Life.